# Irans bevogtede domæner
Irans bevogtede domæner (persisk: ممالک محروسهٔ ایران, Mamâlek-e Mahruse-ye Irân) var det almindelige og officielle navn på Iran fra den safavidiske æra, indtil begyndelsen af det 20. århundrede. Ideen om de bevogtede domæner illustrerede en følelse af regional og politisk ensartethed i et samfund, hvor det persiske sprog, kultur, monarki og shia-islam blev integrerede elementer i den udviklende nationale identitet.

## Yderligere læsning
- Cronin, Stephanie, red. (2013). Iranian-Russian Encounters: Empires and Revolutions since 1800. Routledge. ISBN 978-0415624336.